# عمو ویگیلی در کنتیکت
عمو ویگیلی در کانه تی کت یکی از داستان‌های کتاب مجموعهٔ «نه داستان» جروم دیوید سلینجر است که در ایران به نام دلتنگی‌های نقاش خیابان چهل و هشتم منتشر شده است.

## خلاصه داستان
داستان روایت ملاقات مری جین و الویز، دوست قدیمی و همکلاسی سابق دانشکده است. الویز ازدواج کرده و دختری به نام رامونا دارد. در این ملاقات الویز و مری جین می نوشند و در مورد گذشته و دوست پسر قبلی الویز، والت گلس (یکی از برادران خانواده گلس که در جنگ جهانی کشته شده) صحبت می کنند. الویز هنوز به والت فکر می کند.
نام داستان مربوط به خاطره ای است که الویز بیان می کند. درحالیکه که به همراه والت برای رسیدن به اتوبوسی می دویده، قوزک پایش پیچ می خورد و والت به شوخی قوزک پای الویز را عمو ویگیلی می نامد.